# Lepidodactylus listeri
Lepidodactylus listeri — вид геконоподібних ящірок родини геконових (Gekkonidae). Ендемік острова Різдва. Вид названий на честь британського натураліста Джозефа Джексона Лістера.

## Опис
Довжина гекона Lepidodactylus listeri (без врахування хвоста) становить 5 см. Забарвлення переважно коричневе, по хребту іде блідо-коричнева або сіра смуга, яка на голові розширюється, покриваючи тім'я, і яка переходить у такого ж кольору хвіст. Нижня частина тіла білувата. Тіло покрите дрібною гладкою лускою.

## Еволюція
Найближчими родичами L. listeri є представники групи lugubris, поширенні на Молуккських островах та на Філіппінах, причому розділення між L. listeri і групою lugubris відбулося приблизно 26 мільйонів років назад. На відміну від L. lugubris, які є триплоїдними і можуть розмножуватися шляхом партеногенезу, L. listeri є диплоїдними і розмножуються статевим шляхом.

## Поширення і екологія
Lepidodactylus mitchelli були поширені на острові Різдва в Індійському океані. Вони були найбільш численними у первинних тропічних лісах на плато і змогли адаптуватися до порушених природних середовищ і вторинних заростей, де були присутні зрілі дерева. Рідше вони зустрічалися на терасах на південно-східних, східних і південних схилах острова та були відсутні в порушених середовищах поблизу шахт. Вели нічний, деревний спосіб життя, вдень ховалися під корою. Відкладали яйця, в кладці 2 яйця.

## Зникнення
У 1979 році Lepidodactylus listeri були досить поширеним видом на острові, однак починаючи з 1998 року дослідники відмічали скорочення популяції. Подальше скорочення популяції відмічалося у 2004 і 2008 роках. У 2009 році вид був визнаним таким, що перебуває на межі зникнення, і була розпочата програма розведення геконів у неволі. Востаннє Lepidodactylus listeri спостерігалися у природному середовищі в жовтні 2012 року.
Скорочення популяції L. listeri відбувалося одночасно зі скороченням чисельності більшості ендемічних видів ссавців і плазунів на острові Різдва. Причини цього скорочення недостатньо відомі, однак вважається, що хижацтво з боку інтродукованих видів, особливо змій Lycodon capucinus могло відіграти значну роль. Цих змій завезли на острів приблизно у 1982 році, що збігається з початком скорочення популяції.

## Збереження
До зникнення Lepidodactylus listeri на острові Різдва, починаючи з серпня 2009 року, було взято в неволю 43 особини з метою створення гніздової популяції. Заходи виявилися ефективними, і станом на липень 2022 року загальна популяція L. listeri в неволі становила понад 1500 особин. Однак, реінтродукція навряд чи відбудеться найближчим часом, оскільки інвазивні хижаки все ще присутні на острові, а контрольоване переселення поки що неможлива через широко поширений вид Lepidodactylus lugubris з невизначеним природоохоронним статусом.
Геном L. listeri був секвенований у 2022 році, разом з геномом сцинка Cryptoblepharus egeriae, іншого ендеміка острова Різдва. Геном виявився генетично неооднорідним, що відображає значні розміри популяції в минулому. Незважаючи на те, що популяція в неволі початково становила лише 43 особини, в геномі не було знайдено доказів інбридингу.